# 사가시

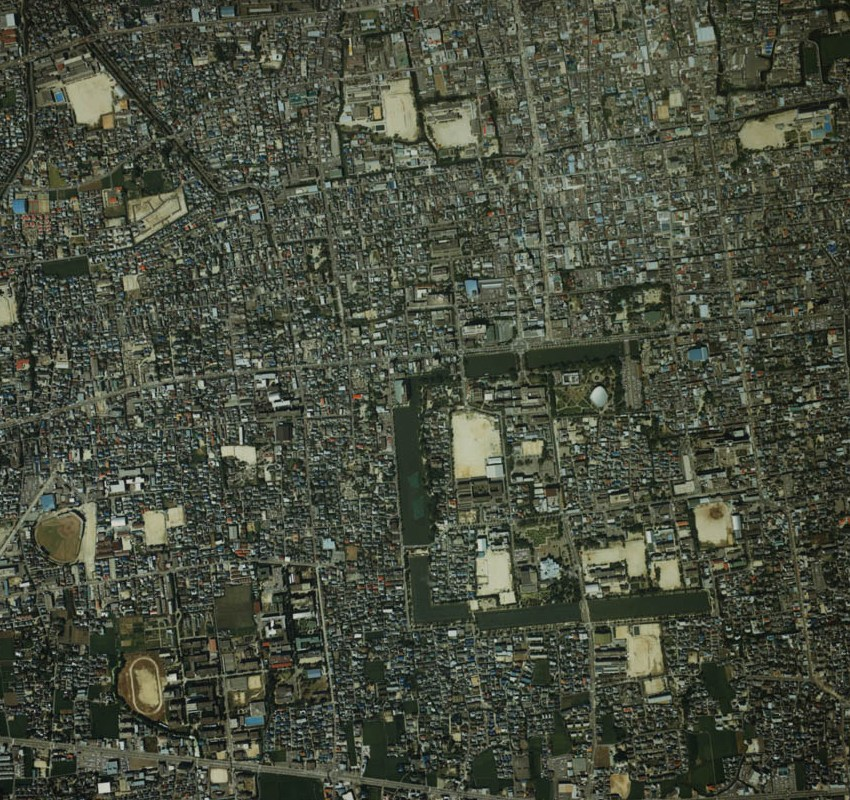
사가시 중심부

사가시(일본어: 佐賀市)는 일본 사가현 남동부에 있는 시이자 사가현의 현청 소재지이다.
고훈 시대의 유적부터 에도 시대 말 사가번이 서양식 대포를 만들기 위해 일본에서 처음 만든 반사로(反射炉)까지 역사 유적지가 많은 도시로 알려져 있다. 또 매년 가을에는 열기구 국제 대회가 개최되고, 100만 명이 넘는 관광객이 찾아온다. 인구는 23만 명이 넘어 중핵시 승격을 위해 검토 중이다.

## 개요
2005년 10월 1일에 주변의 사가군(佐賀郡) 야마토정(大和町), 후지정(富士町), 모로도미정(諸富町) 및 간자키군(神埼郡) 미쓰세촌(三瀬村)과 통합하여 새로운 사가시가 생겨났다. 이 통합에 따라 후쿠오카시와 경계를 접하게 되었다. 현청 소재지끼리 경계선을 접하는 곳은 이밖에도 교토시와 오쓰시, 센다이시와 야마가타시가 있다. 후쿠오카시에서 1시간 거리에 있으므로 경제적으로 후쿠오카시의 영향력도 강하다.

## 지리
사가현 남동부에 위치한다. 남북으로 긴 모양으로 남쪽은 아리아케해와 접하며 남동쪽과 북쪽은 후쿠오카현과 접한다. 시 북부, 즉 야마토정 중부·북부와 후지정·미쓰세촌은 세후리 산지(쓰쿠시 산지)에 포함되어 산이 많으며 고도가 높은 지형이다. 나가사키 자동차도 부근을 경계로 남쪽 지역은 모두 해발 100m 이하의 낮은 평야 지대이다. 이 평야는 사가평야(쓰쿠시평야)로 불리는 충적평야이다.
시가지는 평야의 한가운데 부근에 위치하고 있다. 사가역을 중심으로 빌딩가·상업거리가 있고 그것을 둘러싸듯이 저층 주택지가 위치하며 주택지 인근에 대형 교외 상업지가 점재한다. 택지화는 도로를 따라 진행되면서도 거의 동심원형으로 진행되었다. 중심 시가지는 사가역 이전, 공장 폐쇄, 기간도로 정비라는 일련의 흐름에 의해 재개발이 진행된 지역도 있다. 고층 건물은 거의 없고 원래의 지형과 함께 비교적 평범한 거리 풍경을 보여준다.
비교적 옛날부터 시가지였던 사가역 주변이나 성내 지구에서는 상가형 소매업이 교외 상업지에 밀려 쇠퇴하고 있다. 또 높은 지가 때문에 주택지가 교외에 몰려 고령화와 완만한 도넛화 현상이 진행되고 있어 중심 시가지의 쇠퇴에 박차를 가하고 있다.
한편 교외부에서는 농지에 점재하고 있던 주택 사이에 새로운 호건주택과 단지가 조성되는 등 개발이 순조롭게 진행되어 시가지가 확대되었다. 사가시의 특징으로는 주요 통근 수단이 철도가 아닌 자동차(도로)이기 때문에 주요 도로를 따라 주택지가 형성되어 왔다는 것이다. 중심 시가지에서는 1990년대 이후 지가 하락의 영향으로 중층 맨션도 지어지고 있지만 분산 경향에 제동이 걸리지는 않았다.
시가지를 벗어나면 교외에는 넓은 전원 풍경이 펼쳐진다. 북쪽으로 가면 대개 나가사키 자동차도 부근부터 평탄한 평야가 산지로 바뀐다.

### 기후
일본 본토에서는 비교적 온난하고 강수량이 많은 지역이다. 태평양측 기후에 들어가지만 서쪽·북쪽·동쪽 세 방면이 산으로 둘러싸여 있어 대륙성 기후의 경향이 강하다. 겨울에는 최저 기온이 낮고 여름에는 최고 기온이 높으며 일교차도 크다. 고도가 높은 후지정이나 미쓰세촌은 연평균 강수량이 많고 연평균 기온도 낮다. 남부(평야)는 눈이 적게 내리고 내리더라도 쌓이는 일이 거의 없지만 북부(산지)에서는 겐카이나다에서 북서계절풍이 불어 매년 겨울에 5~10cm 정도의 적설이 있다.
연평균 강수량은 약 1800mm(사가 시가지) ~ 2400mm(미쓰세촌)이다. 연평균 기온은 약 13°C(미쓰세촌) ~ 17°C(사가 시가지)이다.
| 사가시의 기후                                                | 사가시의 기후 | 사가시의 기후 | 사가시의 기후 | 사가시의 기후 | 사가시의 기후 | 사가시의 기후 | 사가시의 기후 | 사가시의 기후 | 사가시의 기후 | 사가시의 기후 | 사가시의 기후 | 사가시의 기후 | 사가시의 기후   |
| 월                                                           | 1월           | 2월           | 3월           | 4월           | 5월           | 6월           | 7월           | 8월           | 9월           | 10월          | 11월          | 12월          | 연간            |
| ------------------------------------------------------------ | ------------- | ------------- | ------------- | ------------- | ------------- | ------------- | ------------- | ------------- | ------------- | ------------- | ------------- | ------------- | --------------- |
| 역대 최고 기온 °C (°F)                                       | 21.1 (70.0)   | 23.1 (73.6)   | 25.9 (78.6)   | 30.8 (87.4)   | 35.8 (96.4)   | 37.1 (98.8)   | 39.6 (103.3)  | 38.6 (101.5)  | 36.4 (97.5)   | 33.6 (92.5)   | 29.6 (85.3)   | 24.6 (76.3)   | 39.6 (103.3)    |
| 일평균 최고 기온 °C (°F)                                     | 10.1 (50.2)   | 11.8 (53.2)   | 15.2 (59.4)   | 20.7 (69.3)   | 25.6 (78.1)   | 28.0 (82.4)   | 31.6 (88.9)   | 32.9 (91.2)   | 29.4 (84.9)   | 24.3 (75.7)   | 18.2 (64.8)   | 12.4 (54.3)   | 21.7 (71.1)     |
| 일일 평균 기온 °C (°F)                                       | 5.8 (42.4)    | 7.0 (44.6)    | 10.4 (50.7)   | 15.3 (59.5)   | 20.0 (68.0)   | 23.5 (74.3)   | 27.2 (81.0)   | 28.2 (82.8)   | 24.5 (76.1)   | 19.1 (66.4)   | 13.3 (55.9)   | 7.8 (46.0)    | 16.9 (62.4)     |
| 일평균 최저 기온 °C (°F)                                     | 1.8 (35.2)    | 2.6 (36.7)    | 5.7 (42.3)    | 10.2 (50.4)   | 15.2 (59.4)   | 19.9 (67.8)   | 24.0 (75.2)   | 24.6 (76.3)   | 20.7 (69.3)   | 14.7 (58.5)   | 8.9 (48.0)    | 3.6 (38.5)    | 12.7 (54.9)     |
| 역대 최저 기온 °C (°F)                                       | −6.9 (19.6)   | −6.2 (20.8)   | −4.1 (24.6)   | −1.1 (30.0)   | 3.7 (38.7)    | 8.2 (46.8)    | 14.3 (57.7)   | 16.2 (61.2)   | 9.4 (48.9)    | 1.8 (35.2)    | −1.3 (29.7)   | −6.5 (20.3)   | −6.9 (19.6)     |
| 평균 강수량 mm (인치)                                        | 54.1 (2.13)   | 77.5 (3.05)   | 120.6 (4.75)  | 161.7 (6.37)  | 182.9 (7.20)  | 327.0 (12.87) | 366.8 (14.44) | 252.4 (9.94)  | 169.3 (6.67)  | 90.1 (3.55)   | 89.4 (3.52)   | 59.5 (2.34)   | 1,951.3 (76.82) |
| 평균 강설량 cm (인치)                                        | 2 (0.8)       | 1 (0.4)       | 0 (0)         | 0 (0)         | 0 (0)         | 0 (0)         | 0 (0)         | 0 (0)         | 0 (0)         | 0 (0)         | 0 (0)         | 1 (0.4)       | 4 (1.6)         |
| 평균 강수일수 (≥ 0.5 mm)                                     | 9.0           | 9.2           | 11.1          | 10.3          | 9.5           | 13.8          | 13.0          | 11.4          | 10.2          | 6.6           | 8.4           | 8.1           | 120.7           |
| 평균 강설일수                                                | 8.5           | 5.7           | 1.9           | 0.0           | 0.0           | 0.0           | 0.0           | 0.0           | 0.0           | 0.0           | 0.1           | 6.0           | 22.2            |
| 평균 상대 습도 (%)                                           | 69            | 67            | 65            | 65            | 66            | 74            | 76            | 73            | 72            | 68            | 70            | 70            | 70              |
| 평균 월간 일조시간                                           | 128.2         | 139.5         | 169.0         | 186.7         | 197.1         | 131.4         | 164.8         | 200.4         | 174.1         | 188.0         | 153.2         | 137.9         | 1,970.5         |
| 출처: 일본 기상청 (평년값: 1991년~2020년, 극값: 1890년~현재) |               |               |               |               |               |               |               |               |               |               |               |               |                 |

### 인접한 자치체
- 사가현
  - 가라쓰시
  - 오기시
  - 간자키시
  - 다쿠시

- 후쿠오카현
  - 후쿠오카시(사와라구)
  - 이토시마시
  - 야나가와시
  - 오카와시

## 역사

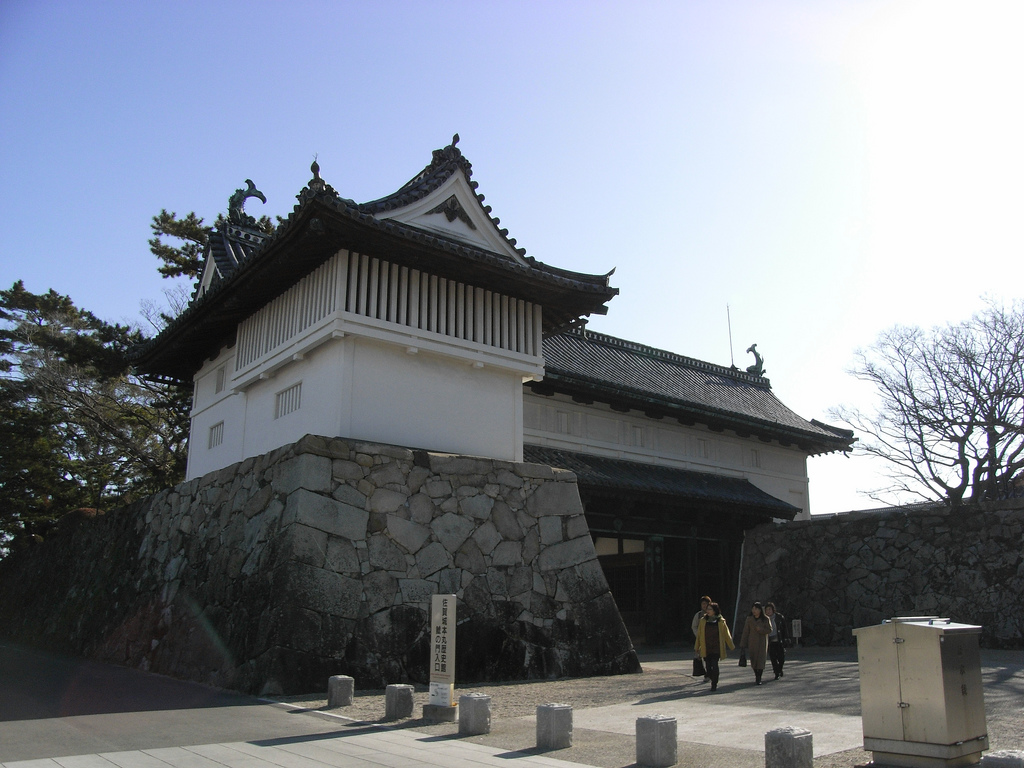
사가성

조몬 시대부터 야요이 시대까지 남부의 평야 지역은 바다였지만 하천의 토사 운반 작용으로 지금의 사가평야가 만들어졌다. 또 아리아케해의 간척으로 평야 면적이 더 확대되었다.
율령제 하에서는 히젠국에 속했고 현재의 사가시 야마토정에 히젠국 국부가 놓였다. 센고쿠 시대에는 류조지씨가 지배하였고 류조지씨의 대가 끊어진 뒤인 1608년에 류조지씨의 중신인 나베시마 나오시게가 번주가 되어 이후 폐번치현 때까지 나베시마씨가 통치하는 사가번의 본거지가 되었고 사가성이 축성되었다. 수운과 농업 중심의 작은 마을이었던 현재의 시가지 부근은 사가성 축성 후에 사가번의 성시로 발전했고 상공업이 크게 발달했다.
사가번은 근대 이전 일본의 대외 창구였던 나가사키와 가까웠기 때문에 서양의 과학기술을 적극적으로 도입해 에도 막부 말기에는 반사로, 정련분, 삼중진해군소 등이 설치되었고 철제 대포나 증기선, 지자 전신기, 암상 카메라 등이 외국 기술자에 의존하지 않고 독자적으로 제작되어 일본의 과학기술 근대화에 크게 공헌했다.
1889년 시 성립 당시의 관할 지역은 현재의 시 중심부 일부였지만 이후의 합병으로 현재의 영역이 되었다. 이것으로 관할 지역은 후쿠오카현 경계까지 확대되었다. 인구 규모는 중핵시의 요건(20만 명)을 채웠지만 현재는 지정되어 있지 않다.
옛 거리 풍경은 무질서한 재건축 등으로 대부분 없어졌지만 사가시 역사 민속관이 있는 구시가지 동부의 나가사키 가도 주변에서는 당시의 상가나 메이지~다이쇼 시대에 걸친 서양식 건축을 볼 수 있다.
- 1889년 4월 1일 - 시정촌제 시행으로 사가시가 성립하였다.
- 1922년 10월 1일 - 가미노촌을 사가시에 편입하였다.
- 1954년 3월 31일 - 니시요카촌·가세촌·효고촌·고세촌·타카키세촌을 사가시에 편입하였다.
- 1954년 10월 1일 - 기타카와소에촌·혼조촌·나베시마촌·긴류촌·구보이즈미촌을 사가시에 편입하였다.
- 1955년 4월 1일 - 하스이케정의 일부를 사가시에 편입하였다.
- 2005년 10월 1일 - 사가시·후지정·야마토정·모로도미정·미쓰세촌이 신설 합병해 새로운 사가시가 성립하였다.
- 2007년 10월 1일 - 가와소에정·히가시요카정·구보타정을 사가시에 편입하였다.

## 교육
- 사가 대학

## 교통

### 철도
- 규슈 여객철도
  - 나가사키 본선
  - 가라쓰선

### 도로
- 나가사키 자동차도
- 국도 34호선
- 국도 35호선
- 국도 207호선
- 국도 208호선
- 국도 263호선
- 국도 264호선
- 국도 323호선
- 국도 385호선
- 국도 444호선

### 버스
- 니시테쓰 버스 사가

### 공항
- 사가 공항

## 자매 도시
- 대한민국 부산광역시 연제구
- 중화인민공화국 장쑤성 롄윈강시